# Tour de Francia Femenino 2022
La 30.ª edición del Tour de Francia Femenino (oficialmente y por motivos de patrocinio: Tour de France Femmes avec Zwift) fue una carrera de ciclismo en ruta por etapas celebrada entre el 24 y el 31 de julio de 2022 con inicio en la ciudad de París el día de finalización de la versión másculina y finalizada en La Planche des Belles Filles en Francia. El recorrido constó de un total de 8 etapas sobre una distancia total de 1032,7 km.
La carrera hace parte del UCI WorldTour Femenino 2022 dentro de la categoría 2.WWT y fue ganada por la neerlandesa Annemiek van Vleuten del Movistar Women. El podio lo completaron en segundo y tercer lugar respectivamente la también neerlandesa Demi Vollering del SD Worx y la polaca Katarzyna Niewiadoma del Canyon SRAM Racing.

## Equipos participantes
Tomaron la partida un total de 24 equipos, de los cuales 14 son de categoría UCI WorldTeam y 10 UCI Women's continental teams, quienes conformaron un pelotón de 144 ciclistas de los cuales terminaron 109.  Los equipos participantes fueron:
| translation for headoftableIII_translate index 58 not found (14)- Canyon-SRAM Racing - EF Education-TIBCO-SVB - FDJ-Suez - Human Powered Health - Liv Racing Xstra - Movistar Team - Roland Cogeas-Edelweiss Squad - Team BikeExchange-Jayco - Team DSM - Team Jumbo-Visma - SD Worx - Trek-Segafredo - UAE Team ADQ - Uno-X Pro Cycling Team UCI Women's continental teams (4)- Ceratizit-WNT Pro Cycling - Arkéa Pro Cycling Team - Le col-Wahoo - Stade Rochelais Charente-Maritime Unknown team category (6)- Parkhotel Valkenburg - Valcar-Travel & Service - AG Insurance NXTG - Cofidis - Plantur-Pura - St Michel-Auber 93 |
| |

## Etapas
| Etapa     | Fecha     | Recorrido                           | type             | Distancia (km) | Desnivel (m) | Ganador               | Líder                |
| --------- | --------- | ----------------------------------- | ---------------- | -------------- | ------------ | --------------------- | -------------------- |
| 1.ª etapa | 24 de jul | París – París                       | etapa llana      | 81,6           | 310 m        | Lorena Wiebes         | Lorena Wiebes        |
| 2.ª etapa | 25 de jul | Meaux – Provins                     | etapa llana      | 136,4          | 813 m        | Marianne Vos          | Marianne Vos         |
| 3.ª etapa | 26 de jul | Reims – Épernay                     | etapa escarpada  | 133,6          | 1418 m       | Cecilie Uttrup Ludwig | Marianne Vos         |
| 4.ª etapa | 27 de jul | Troyes – Bar-sur-Aube               | etapa escarpada  | 126,8          | 1415 m       | Marlen Reusser        | Marianne Vos         |
| 5.ª etapa | 28 de jul | Bar-le-Duc – Saint-Dié-des-Vosges   | etapa llana      | 175,6          | 1572 m       | Lorena Wiebes         | Marianne Vos         |
| 6.ª etapa | 29 de jul | Saint-Dié-des-Vosges – Rosheim      | etapa escarpada  | 129,2          | 1673 m       | Marianne Vos          | Marianne Vos         |
| 7.ª etapa | 30 de jul | Sélestat – Le Markstein             | etapa de montaña | 127,1          | 2881 m       | Annemiek van Vleuten  | Annemiek van Vleuten |
| 8.ª etapa | 31 de jul | Lure – La Planche des Belles Filles | etapa de montaña | 123,3          | 2464 m       | Annemiek van Vleuten  | Annemiek van Vleuten |

## Desarrollo de la carrera

### 1.ª etapa
| París - París | etapa llana | (81,6 km) |

| \| Clasificación de la etapa \| Clasificación de la etapa \| Clasificación de la etapa \| Clasificación de la etapa \| Clasificación de la etapa \| \| Ciclista \| Ciclista \| Equipo \| Tiempo \| \| \| ------------------------- \| ------------------------- \| ----------------------------- \| ------------------------- \| ------------------------- \| \| 1.ª \| Lorena Wiebes \| Team DSM \| 1 h 54 min 00 s \| \| \| 2.ª \| Marianne Vos \| Team Jumbo-Visma \| + 0 s \| \| \| 3.ª \| Lotte Kopecky \| SD Worx \| + 0 s \| \| \| 4.ª \| Rachele Barbieri \| Liv Racing Xstra \| + 0 s \| \| \| 5.ª \| Emma Norsgaard Bjerg \| Movistar Team \| + 0 s \| \| \| 6.ª \| Maike van der Duin \| Le Col-Wahoo \| + 0 s \| \| \| 7.ª \| Elisa Balsamo \| Trek-Segafredo \| + 0 s \| \| \| 8.ª \| Simone Boilard \| St Michel-Auber 93 \| + 0 s \| \| \| 9.ª \| Tamara Drónova \| Roland Cogeas-Edelweiss Squad \| + 0 s \| \| \| 10.ª \| Vittoria Guazzini \| FDJ-Suez-Futuroscope \| + 0 s \| \| |                      |                               |                 |
| |                      |                               |                 |
| Fuente: ProCyclingStats |                      |                               |                 |
| Clasificación de la etapa |                      |                               |                 |
| Ciclista | Ciclista             | Equipo                        | Tiempo          |
| 1.ª | Lorena Wiebes        | Team DSM                      | 1 h 54 min 00 s |
| 2.ª | Marianne Vos         | Team Jumbo-Visma              | + 0 s           |
| 3.ª | Lotte Kopecky        | SD Worx                       | + 0 s           |
| 4.ª | Rachele Barbieri     | Liv Racing Xstra              | + 0 s           |
| 5.ª | Emma Norsgaard Bjerg | Movistar Team                 | + 0 s           |
| 6.ª | Maike van der Duin   | Le Col-Wahoo                  | + 0 s           |
| 7.ª | Elisa Balsamo        | Trek-Segafredo                | + 0 s           |
| 8.ª | Simone Boilard       | St Michel-Auber 93            | + 0 s           |
| 9.ª | Tamara Drónova       | Roland Cogeas-Edelweiss Squad | + 0 s           |
| 10.ª | Vittoria Guazzini    | FDJ-Suez-Futuroscope          | + 0 s           |

| \| Clasificación general \| Clasificación general \| Clasificación general \| Clasificación general \| Clasificación general \| \| Ciclista \| Ciclista \| Equipo \| Tiempo \| \| \| --------------------- \| --------------------- \| ----------------------------- \| --------------------- \| --------------------- \| \| 1.ª \| Lorena Wiebes \| Team DSM \| 1 h 53 min 50 s \| \| \| 2.ª \| Marianne Vos \| Team Jumbo-Visma \| + 4 s \| \| \| 3.ª \| Lotte Kopecky \| SD Worx \| + 6 s \| \| \| 4.ª \| Rachele Barbieri \| Liv Racing Xstra \| + 10 s \| \| \| 5.ª \| Emma Norsgaard Bjerg \| Movistar Team \| + 10 s \| \| \| 6.ª \| Maike van der Duin \| Le Col-Wahoo \| + 10 s \| \| \| 7.ª \| Elisa Balsamo \| Trek-Segafredo \| + 10 s \| \| \| 8.ª \| Simone Boilard \| St Michel-Auber 93 \| + 10 s \| \| \| 9.ª \| Tamara Drónova \| Roland Cogeas-Edelweiss Squad \| + 10 s \| \| \| 10.ª \| Vittoria Guazzini \| FDJ-Suez-Futuroscope \| + 10 s \| \| |                      |                               |                 |
| |                      |                               |                 |
| Fuente: ProCyclingStats |                      |                               |                 |
| Clasificación general |                      |                               |                 |
| Ciclista | Ciclista             | Equipo                        | Tiempo          |
| 1.ª | Lorena Wiebes        | Team DSM                      | 1 h 53 min 50 s |
| 2.ª | Marianne Vos         | Team Jumbo-Visma              | + 4 s           |
| 3.ª | Lotte Kopecky        | SD Worx                       | + 6 s           |
| 4.ª | Rachele Barbieri     | Liv Racing Xstra              | + 10 s          |
| 5.ª | Emma Norsgaard Bjerg | Movistar Team                 | + 10 s          |
| 6.ª | Maike van der Duin   | Le Col-Wahoo                  | + 10 s          |
| 7.ª | Elisa Balsamo        | Trek-Segafredo                | + 10 s          |
| 8.ª | Simone Boilard       | St Michel-Auber 93            | + 10 s          |
| 9.ª | Tamara Drónova       | Roland Cogeas-Edelweiss Squad | + 10 s          |
| 10.ª | Vittoria Guazzini    | FDJ-Suez-Futuroscope          | + 10 s          |

### 2.ª etapa
| Meaux - Provins | etapa llana | (136,4 km) |

| \| Clasificación de la etapa \| Clasificación de la etapa \| Clasificación de la etapa \| Clasificación de la etapa \| Clasificación de la etapa \| \| Ciclista \| Ciclista \| Equipo \| Tiempo \| \| \| ------------------------- \| ------------------------- \| ------------------------- \| ------------------------- \| ------------------------- \| \| 1.ª \| Marianne Vos \| Team Jumbo-Visma \| 3 h 14 min 02 s \| \| \| 2.ª \| Silvia Persico \| Valcar-Travel & Service \| + 0 s \| \| \| 3.ª \| Katarzyna Niewiadoma \| Canyon-SRAM Racing \| + 0 s \| \| \| 4.ª \| Elisa Longo Borghini \| Trek-Segafredo \| + 2 s \| \| \| 5.ª \| Maike van der Duin \| Le Col-Wahoo \| + 12 s \| \| \| 6.ª \| Lorena Wiebes \| Team DSM \| + 29 s \| \| \| 7.ª \| Julie De Wilde \| Plantur-Pura \| + 29 s \| \| \| 8.ª \| Rachele Barbieri \| Liv Racing Xstra \| + 29 s \| \| \| 9.ª \| Lotte Kopecky \| SD Worx \| + 29 s \| \| \| 10.ª \| Maria Giulia Confalonieri \| Ceratizit-WNT Pro Cycling \| + 29 s \| \| |                           |                           |                 |
| |                           |                           |                 |
| Fuente: ProCyclingStats |                           |                           |                 |
| Clasificación de la etapa |                           |                           |                 |
| Ciclista | Ciclista                  | Equipo                    | Tiempo          |
| 1.ª | Marianne Vos              | Team Jumbo-Visma          | 3 h 14 min 02 s |
| 2.ª | Silvia Persico            | Valcar-Travel & Service   | + 0 s           |
| 3.ª | Katarzyna Niewiadoma      | Canyon-SRAM Racing        | + 0 s           |
| 4.ª | Elisa Longo Borghini      | Trek-Segafredo            | + 2 s           |
| 5.ª | Maike van der Duin        | Le Col-Wahoo              | + 12 s          |
| 6.ª | Lorena Wiebes             | Team DSM                  | + 29 s          |
| 7.ª | Julie De Wilde            | Plantur-Pura              | + 29 s          |
| 8.ª | Rachele Barbieri          | Liv Racing Xstra          | + 29 s          |
| 9.ª | Lotte Kopecky             | SD Worx                   | + 29 s          |
| 10.ª | Maria Giulia Confalonieri | Ceratizit-WNT Pro Cycling | + 29 s          |

| \| Clasificación general \| Clasificación general \| Clasificación general \| Clasificación general \| Clasificación general \| \| Ciclista \| Ciclista \| Equipo \| Tiempo \| \| \| --------------------- \| --------------------- \| ----------------------- \| --------------------- \| --------------------- \| \| 1.ª \| Marianne Vos \| Team Jumbo-Visma \| 5 h 07 min 46 s \| \| \| 2.ª \| Silvia Persico \| Valcar-Travel & Service \| + 10 s \| \| \| 3.ª \| Katarzyna Niewiadoma \| Canyon-SRAM Racing \| + 12 s \| \| \| 4.ª \| Elisa Longo Borghini \| Trek-Segafredo \| + 18 s \| \| \| 5.ª \| Maike van der Duin \| Le Col-Wahoo \| + 28 s \| \| \| 6.ª \| Lorena Wiebes \| Team DSM \| + 35 s \| \| \| 7.ª \| Lotte Kopecky \| SD Worx \| + 41 s \| \| \| 8.ª \| Rachele Barbieri \| Liv Racing Xstra \| + 45 s \| \| \| 9.ª \| Julie De Wilde \| Plantur-Pura \| + 45 s \| \| \| 10.ª \| Demi Vollering \| SD Worx \| + 45 s \| \| |                      |                         |                 |
| |                      |                         |                 |
| Fuente: ProCyclingStats |                      |                         |                 |
| Clasificación general |                      |                         |                 |
| Ciclista | Ciclista             | Equipo                  | Tiempo          |
| 1.ª | Marianne Vos         | Team Jumbo-Visma        | 5 h 07 min 46 s |
| 2.ª | Silvia Persico       | Valcar-Travel & Service | + 10 s          |
| 3.ª | Katarzyna Niewiadoma | Canyon-SRAM Racing      | + 12 s          |
| 4.ª | Elisa Longo Borghini | Trek-Segafredo          | + 18 s          |
| 5.ª | Maike van der Duin   | Le Col-Wahoo            | + 28 s          |
| 6.ª | Lorena Wiebes        | Team DSM                | + 35 s          |
| 7.ª | Lotte Kopecky        | SD Worx                 | + 41 s          |
| 8.ª | Rachele Barbieri     | Liv Racing Xstra        | + 45 s          |
| 9.ª | Julie De Wilde       | Plantur-Pura            | + 45 s          |
| 10.ª | Demi Vollering       | SD Worx                 | + 45 s          |

### 3.ª etapa
| Reims - Épernay | etapa escarpada | (133,6 km) |

| \| Clasificación de la etapa \| Clasificación de la etapa \| Clasificación de la etapa \| Clasificación de la etapa \| Clasificación de la etapa \| \| Ciclista \| Ciclista \| Equipo \| Tiempo \| \| \| ------------------------- \| ------------------------- \| ------------------------- \| ------------------------- \| ------------------------- \| \| 1.ª \| Cecilie Uttrup Ludwig \| FDJ-Suez-Futuroscope \| 3 h 22 min 54 s \| \| \| 2.ª \| Marianne Vos \| Team Jumbo-Visma \| + 2 s \| \| \| 3.ª \| Ashleigh Moolman-Pasio \| SD Worx \| + 2 s \| \| \| 4.ª \| Silvia Persico \| Valcar-Travel & Service \| + 2 s \| \| \| 5.ª \| Elisa Longo Borghini \| Trek-Segafredo \| + 2 s \| \| \| 6.ª \| Katarzyna Niewiadoma \| Canyon-SRAM Racing \| + 2 s \| \| \| 7.ª \| Mavi García \| UAE Team ADQ \| + 6 s \| \| \| 8.ª \| Demi Vollering \| SD Worx \| + 8 s \| \| \| 9.ª \| Juliette Labous \| Team DSM \| + 11 s \| \| \| 10.ª \| Annemiek van Vleuten \| Movistar Team \| + 20 s \| \| |                        |                         |                 |
| |                        |                         |                 |
| Fuente: ProCyclingStats |                        |                         |                 |
| Clasificación de la etapa |                        |                         |                 |
| Ciclista | Ciclista               | Equipo                  | Tiempo          |
| 1.ª | Cecilie Uttrup Ludwig  | FDJ-Suez-Futuroscope    | 3 h 22 min 54 s |
| 2.ª | Marianne Vos           | Team Jumbo-Visma        | + 2 s           |
| 3.ª | Ashleigh Moolman-Pasio | SD Worx                 | + 2 s           |
| 4.ª | Silvia Persico         | Valcar-Travel & Service | + 2 s           |
| 5.ª | Elisa Longo Borghini   | Trek-Segafredo          | + 2 s           |
| 6.ª | Katarzyna Niewiadoma   | Canyon-SRAM Racing      | + 2 s           |
| 7.ª | Mavi García            | UAE Team ADQ            | + 6 s           |
| 8.ª | Demi Vollering         | SD Worx                 | + 8 s           |
| 9.ª | Juliette Labous        | Team DSM                | + 11 s          |
| 10.ª | Annemiek van Vleuten   | Movistar Team           | + 20 s          |

| \| Clasificación general \| Clasificación general \| Clasificación general \| Clasificación general \| Clasificación general \| \| Ciclista \| Ciclista \| Equipo \| Tiempo \| \| \| --------------------- \| ---------------------- \| ----------------------- \| --------------------- \| --------------------- \| \| 1.ª \| Marianne Vos \| Team Jumbo-Visma \| 8 h 30 min 36 s \| \| \| 2.ª \| Silvia Persico \| Valcar-Travel & Service \| + 16 s \| \| \| 3.ª \| Katarzyna Niewiadoma \| Canyon-SRAM Racing \| + 16 s \| \| \| 4.ª \| Elisa Longo Borghini \| Trek-Segafredo \| + 21 s \| \| \| 5.ª \| Ashleigh Moolman-Pasio \| SD Worx \| + 51 s \| \| \| 6.ª \| Mavi García \| UAE Team ADQ \| + 55 s \| \| \| 7.ª \| Demi Vollering \| SD Worx \| + 57 s \| \| \| 8.ª \| Juliette Labous \| Team DSM \| + 1 min 05 s \| \| \| 9.ª \| Annemiek van Vleuten \| Movistar Team \| + 1 min 14 s \| \| \| 10.ª \| Cecilie Uttrup Ludwig \| FDJ-Suez-Futuroscope \| + 1 min 48 s \| \| |                        |                         |                 |
| |                        |                         |                 |
| Fuente: ProCyclingStats |                        |                         |                 |
| Clasificación general |                        |                         |                 |
| Ciclista | Ciclista               | Equipo                  | Tiempo          |
| 1.ª | Marianne Vos           | Team Jumbo-Visma        | 8 h 30 min 36 s |
| 2.ª | Silvia Persico         | Valcar-Travel & Service | + 16 s          |
| 3.ª | Katarzyna Niewiadoma   | Canyon-SRAM Racing      | + 16 s          |
| 4.ª | Elisa Longo Borghini   | Trek-Segafredo          | + 21 s          |
| 5.ª | Ashleigh Moolman-Pasio | SD Worx                 | + 51 s          |
| 6.ª | Mavi García            | UAE Team ADQ            | + 55 s          |
| 7.ª | Demi Vollering         | SD Worx                 | + 57 s          |
| 8.ª | Juliette Labous        | Team DSM                | + 1 min 05 s    |
| 9.ª | Annemiek van Vleuten   | Movistar Team           | + 1 min 14 s    |
| 10.ª | Cecilie Uttrup Ludwig  | FDJ-Suez-Futuroscope    | + 1 min 48 s    |

### 4.ª etapa
| Troyes - Bar-sur-Aube | etapa escarpada | (126,8 km) |

| \| Clasificación de la etapa \| Clasificación de la etapa \| Clasificación de la etapa \| Clasificación de la etapa \| Clasificación de la etapa \| \| Ciclista \| Ciclista \| Equipo \| Tiempo \| \| \| ------------------------- \| ------------------------- \| ------------------------- \| ------------------------- \| ------------------------- \| \| 1.ª \| Marlen Reusser \| SD Worx \| 3 h 16 min 30 s \| \| \| 2.ª \| Évita Muzic \| FDJ-Suez-Futuroscope \| + 1 min 24 s \| \| \| 3.ª \| Alena Amialiusik \| Canyon-SRAM Racing \| + 1 min 24 s \| \| \| 4.ª \| Veronica Ewers \| EF Education-TIBCO-SVB \| + 1 min 24 s \| \| \| 5.ª \| Marianne Vos \| Team Jumbo-Visma \| + 1 min 40 s \| \| \| 6.ª \| Lotte Kopecky \| SD Worx \| + 1 min 40 s \| \| \| 7.ª \| Silvia Persico \| Valcar-Travel & Service \| + 1 min 40 s \| \| \| 8.ª \| Ruby Roseman-Gannon \| Team BikeExchange-Jayco \| + 1 min 40 s \| \| \| 9.ª \| Elisa Longo Borghini \| Trek-Segafredo \| + 1 min 40 s \| \| \| 10.ª \| Demi Vollering \| SD Worx \| + 1 min 40 s \| \| |                      |                         |                 |
| |                      |                         |                 |
| Fuente: ProCyclingStats |                      |                         |                 |
| Clasificación de la etapa |                      |                         |                 |
| Ciclista | Ciclista             | Equipo                  | Tiempo          |
| 1.ª | Marlen Reusser       | SD Worx                 | 3 h 16 min 30 s |
| 2.ª | Évita Muzic          | FDJ-Suez-Futuroscope    | + 1 min 24 s    |
| 3.ª | Alena Amialiusik     | Canyon-SRAM Racing      | + 1 min 24 s    |
| 4.ª | Veronica Ewers       | EF Education-TIBCO-SVB  | + 1 min 24 s    |
| 5.ª | Marianne Vos         | Team Jumbo-Visma        | + 1 min 40 s    |
| 6.ª | Lotte Kopecky        | SD Worx                 | + 1 min 40 s    |
| 7.ª | Silvia Persico       | Valcar-Travel & Service | + 1 min 40 s    |
| 8.ª | Ruby Roseman-Gannon  | Team BikeExchange-Jayco | + 1 min 40 s    |
| 9.ª | Elisa Longo Borghini | Trek-Segafredo          | + 1 min 40 s    |
| 10.ª | Demi Vollering       | SD Worx                 | + 1 min 40 s    |

| \| Clasificación general \| Clasificación general \| Clasificación general \| Clasificación general \| Clasificación general \| \| Ciclista \| Ciclista \| Equipo \| Tiempo \| \| \| --------------------- \| ---------------------- \| ----------------------- \| --------------------- \| --------------------- \| \| 1.ª \| Marianne Vos \| Team Jumbo-Visma \| 11 h 48 min 46 s \| \| \| 2.ª \| Silvia Persico \| Valcar-Travel & Service \| + 16 s \| \| \| 3.ª \| Katarzyna Niewiadoma \| Canyon-SRAM Racing \| + 16 s \| \| \| 4.ª \| Elisa Longo Borghini \| Trek-Segafredo \| + 21 s \| \| \| 5.ª \| Ashleigh Moolman-Pasio \| SD Worx \| + 51 s \| \| \| 6.ª \| Demi Vollering \| SD Worx \| + 57 s \| \| \| 7.ª \| Juliette Labous \| Team DSM \| + 1 min 05 s \| \| \| 8.ª \| Annemiek van Vleuten \| Movistar Team \| + 1 min 14 s \| \| \| 9.ª \| Cecilie Uttrup Ludwig \| FDJ-Suez-Futuroscope \| + 1 min 48 s \| \| \| 10.ª \| Elise Chabbey \| Canyon-SRAM Racing \| + 2 min 20 s \| \| |                        |                         |                  |
| |                        |                         |                  |
| Fuente: ProCyclingStats |                        |                         |                  |
| Clasificación general |                        |                         |                  |
| Ciclista | Ciclista               | Equipo                  | Tiempo           |
| 1.ª | Marianne Vos           | Team Jumbo-Visma        | 11 h 48 min 46 s |
| 2.ª | Silvia Persico         | Valcar-Travel & Service | + 16 s           |
| 3.ª | Katarzyna Niewiadoma   | Canyon-SRAM Racing      | + 16 s           |
| 4.ª | Elisa Longo Borghini   | Trek-Segafredo          | + 21 s           |
| 5.ª | Ashleigh Moolman-Pasio | SD Worx                 | + 51 s           |
| 6.ª | Demi Vollering         | SD Worx                 | + 57 s           |
| 7.ª | Juliette Labous        | Team DSM                | + 1 min 05 s     |
| 8.ª | Annemiek van Vleuten   | Movistar Team           | + 1 min 14 s     |
| 9.ª | Cecilie Uttrup Ludwig  | FDJ-Suez-Futuroscope    | + 1 min 48 s     |
| 10.ª | Elise Chabbey          | Canyon-SRAM Racing      | + 2 min 20 s     |

### 5.ª etapa
| Bar-le-Duc - Saint-Dié-des-Vosges | etapa llana | (175,6 km) |

| \| Clasificación de la etapa \| Clasificación de la etapa \| Clasificación de la etapa \| Clasificación de la etapa \| Clasificación de la etapa \| \| Ciclista \| Ciclista \| Equipo \| Tiempo \| \| \| ------------------------- \| ------------------------- \| ----------------------------- \| ------------------------- \| ------------------------- \| \| 1.ª \| Lorena Wiebes \| Team DSM \| 4 h 32 min 16 s \| \| \| 2.ª \| Elisa Balsamo \| Trek-Segafredo \| + 0 s \| \| \| 3.ª \| Marianne Vos \| Team Jumbo-Visma \| + 0 s \| \| \| 4.ª \| Rachele Barbieri \| Liv Racing Xstra \| + 0 s \| \| \| 5.ª \| Maike van der Duin \| Le Col-Wahoo \| + 0 s \| \| \| 6.ª \| Maria Giulia Confalonieri \| Ceratizit-WNT Pro Cycling \| + 0 s \| \| \| 7.ª \| Silvia Persico \| Valcar-Travel & Service \| + 0 s \| \| \| 8.ª \| Vittoria Guazzini \| FDJ-Suez-Futuroscope \| + 0 s \| \| \| 9.ª \| Tamara Drónova \| Roland Cogeas-Edelweiss Squad \| + 0 s \| \| \| 10.ª \| Alexandra Manly \| Team BikeExchange-Jayco \| + 0 s \| \| |                           |                               |                 |
| |                           |                               |                 |
| Fuente: ProCyclingStats |                           |                               |                 |
| Clasificación de la etapa |                           |                               |                 |
| Ciclista | Ciclista                  | Equipo                        | Tiempo          |
| 1.ª | Lorena Wiebes             | Team DSM                      | 4 h 32 min 16 s |
| 2.ª | Elisa Balsamo             | Trek-Segafredo                | + 0 s           |
| 3.ª | Marianne Vos              | Team Jumbo-Visma              | + 0 s           |
| 4.ª | Rachele Barbieri          | Liv Racing Xstra              | + 0 s           |
| 5.ª | Maike van der Duin        | Le Col-Wahoo                  | + 0 s           |
| 6.ª | Maria Giulia Confalonieri | Ceratizit-WNT Pro Cycling     | + 0 s           |
| 7.ª | Silvia Persico            | Valcar-Travel & Service       | + 0 s           |
| 8.ª | Vittoria Guazzini         | FDJ-Suez-Futuroscope          | + 0 s           |
| 9.ª | Tamara Drónova            | Roland Cogeas-Edelweiss Squad | + 0 s           |
| 10.ª | Alexandra Manly           | Team BikeExchange-Jayco       | + 0 s           |

| \| Clasificación general \| Clasificación general \| Clasificación general \| Clasificación general \| Clasificación general \| \| Ciclista \| Ciclista \| Equipo \| Tiempo \| \| \| --------------------- \| ---------------------- \| ----------------------- \| --------------------- \| --------------------- \| \| 1.ª \| Marianne Vos \| Team Jumbo-Visma \| 16 h 20 min 50 s \| \| \| 2.ª \| Silvia Persico \| Valcar-Travel & Service \| + 20 s \| \| \| 3.ª \| Katarzyna Niewiadoma \| Canyon-SRAM Racing \| + 20 s \| \| \| 4.ª \| Elisa Longo Borghini \| Trek-Segafredo \| + 25 s \| \| \| 5.ª \| Ashleigh Moolman-Pasio \| SD Worx \| + 55 s \| \| \| 6.ª \| Demi Vollering \| SD Worx \| + 1 min 01 s \| \| \| 7.ª \| Juliette Labous \| Team DSM \| + 1 min 09 s \| \| \| 8.ª \| Annemiek van Vleuten \| Movistar Team \| + 1 min 18 s \| \| \| 9.ª \| Cecilie Uttrup Ludwig \| FDJ-Suez-Futuroscope \| + 1 min 52 s \| \| \| 10.ª \| Elise Chabbey \| Canyon-SRAM Racing \| + 2 min 24 s \| \| |                        |                         |                  |
| |                        |                         |                  |
| Fuente: ProCyclingStats |                        |                         |                  |
| Clasificación general |                        |                         |                  |
| Ciclista | Ciclista               | Equipo                  | Tiempo           |
| 1.ª | Marianne Vos           | Team Jumbo-Visma        | 16 h 20 min 50 s |
| 2.ª | Silvia Persico         | Valcar-Travel & Service | + 20 s           |
| 3.ª | Katarzyna Niewiadoma   | Canyon-SRAM Racing      | + 20 s           |
| 4.ª | Elisa Longo Borghini   | Trek-Segafredo          | + 25 s           |
| 5.ª | Ashleigh Moolman-Pasio | SD Worx                 | + 55 s           |
| 6.ª | Demi Vollering         | SD Worx                 | + 1 min 01 s     |
| 7.ª | Juliette Labous        | Team DSM                | + 1 min 09 s     |
| 8.ª | Annemiek van Vleuten   | Movistar Team           | + 1 min 18 s     |
| 9.ª | Cecilie Uttrup Ludwig  | FDJ-Suez-Futuroscope    | + 1 min 52 s     |
| 10.ª | Elise Chabbey          | Canyon-SRAM Racing      | + 2 min 24 s     |

### 6.ª etapa
| Saint-Dié-des-Vosges - Rosheim | etapa escarpada | (129,2 km) |

| \| Clasificación de la etapa \| Clasificación de la etapa \| Clasificación de la etapa \| Clasificación de la etapa \| Clasificación de la etapa \| \| Ciclista \| Ciclista \| Equipo \| Tiempo \| \| \| ------------------------- \| ------------------------- \| ------------------------- \| ------------------------- \| ------------------------- \| \| 1.ª \| Marianne Vos \| Team Jumbo-Visma \| 3 h 03 min 26 s \| \| \| 2.ª \| Marta Bastianelli \| UAE Team ADQ \| + 0 s \| \| \| 3.ª \| Lotte Kopecky \| SD Worx \| + 0 s \| \| \| 4.ª \| Elisa Balsamo \| Trek-Segafredo \| + 0 s \| \| \| 5.ª \| Maria Giulia Confalonieri \| Ceratizit-WNT Pro Cycling \| + 0 s \| \| \| 6.ª \| Vittoria Guazzini \| FDJ-Suez-Futuroscope \| + 0 s \| \| \| 7.ª \| Katarzyna Niewiadoma \| Canyon-SRAM Racing \| + 0 s \| \| \| 8.ª \| Rachele Barbieri \| Liv Racing Xstra \| + 0 s \| \| \| 9.ª \| Elisa Longo Borghini \| Trek-Segafredo \| + 0 s \| \| \| 10.ª \| Arlenis Sierra \| Movistar Team \| + 0 s \| \| |                           |                           |                 |
| |                           |                           |                 |
| Fuente: ProCyclingStats |                           |                           |                 |
| Clasificación de la etapa |                           |                           |                 |
| Ciclista | Ciclista                  | Equipo                    | Tiempo          |
| 1.ª | Marianne Vos              | Team Jumbo-Visma          | 3 h 03 min 26 s |
| 2.ª | Marta Bastianelli         | UAE Team ADQ              | + 0 s           |
| 3.ª | Lotte Kopecky             | SD Worx                   | + 0 s           |
| 4.ª | Elisa Balsamo             | Trek-Segafredo            | + 0 s           |
| 5.ª | Maria Giulia Confalonieri | Ceratizit-WNT Pro Cycling | + 0 s           |
| 6.ª | Vittoria Guazzini         | FDJ-Suez-Futuroscope      | + 0 s           |
| 7.ª | Katarzyna Niewiadoma      | Canyon-SRAM Racing        | + 0 s           |
| 8.ª | Rachele Barbieri          | Liv Racing Xstra          | + 0 s           |
| 9.ª | Elisa Longo Borghini      | Trek-Segafredo            | + 0 s           |
| 10.ª | Arlenis Sierra            | Movistar Team             | + 0 s           |

| \| Clasificación general \| Clasificación general \| Clasificación general \| Clasificación general \| Clasificación general \| \| Ciclista \| Ciclista \| Equipo \| Tiempo \| \| \| --------------------- \| ---------------------- \| ----------------------- \| --------------------- \| --------------------- \| \| 1.ª \| Marianne Vos \| Team Jumbo-Visma \| 19 h 30 min 14 s \| \| \| 2.ª \| Katarzyna Niewiadoma \| Canyon-SRAM Racing \| + 30 s \| \| \| 3.ª \| Silvia Persico \| Valcar-Travel & Service \| + 30 s \| \| \| 4.ª \| Elisa Longo Borghini \| Trek-Segafredo \| + 35 s \| \| \| 5.ª \| Ashleigh Moolman-Pasio \| SD Worx \| + 1 min 05 s \| \| \| 6.ª \| Demi Vollering \| SD Worx \| + 1 min 11 s \| \| \| 7.ª \| Juliette Labous \| Team DSM \| + 1 min 19 s \| \| \| 8.ª \| Annemiek van Vleuten \| Movistar Team \| + 1 min 28 s \| \| \| 9.ª \| Cecilie Uttrup Ludwig \| FDJ-Suez-Futuroscope \| + 2 min 02 s \| \| \| 10.ª \| Elise Chabbey \| Canyon-SRAM Racing \| + 2 min 34 s \| \| |                        |                         |                  |
| |                        |                         |                  |
| Fuente: ProCyclingStats |                        |                         |                  |
| Clasificación general |                        |                         |                  |
| Ciclista | Ciclista               | Equipo                  | Tiempo           |
| 1.ª | Marianne Vos           | Team Jumbo-Visma        | 19 h 30 min 14 s |
| 2.ª | Katarzyna Niewiadoma   | Canyon-SRAM Racing      | + 30 s           |
| 3.ª | Silvia Persico         | Valcar-Travel & Service | + 30 s           |
| 4.ª | Elisa Longo Borghini   | Trek-Segafredo          | + 35 s           |
| 5.ª | Ashleigh Moolman-Pasio | SD Worx                 | + 1 min 05 s     |
| 6.ª | Demi Vollering         | SD Worx                 | + 1 min 11 s     |
| 7.ª | Juliette Labous        | Team DSM                | + 1 min 19 s     |
| 8.ª | Annemiek van Vleuten   | Movistar Team           | + 1 min 28 s     |
| 9.ª | Cecilie Uttrup Ludwig  | FDJ-Suez-Futuroscope    | + 2 min 02 s     |
| 10.ª | Elise Chabbey          | Canyon-SRAM Racing      | + 2 min 34 s     |

### 7.ª etapa
| Sélestat - Le Markstein | etapa de montaña | (127,1 km) |

| \| Clasificación de la etapa \| Clasificación de la etapa \| Clasificación de la etapa \| Clasificación de la etapa \| Clasificación de la etapa \| \| Ciclista \| Ciclista \| Equipo \| Tiempo \| \| \| ------------------------- \| ------------------------- \| ------------------------- \| ------------------------- \| ------------------------- \| \| 1.ª \| Annemiek van Vleuten \| Movistar Team \| 3 h 47 min 02 s \| \| \| 2.ª \| Demi Vollering \| SD Worx \| + 3 min 26 s \| \| \| 3.ª \| Cecilie Uttrup Ludwig \| FDJ-Suez-Futuroscope \| + 5 min 16 s \| \| \| 4.ª \| Juliette Labous \| Team DSM \| + 5 min 18 s \| \| \| 5.ª \| Katarzyna Niewiadoma \| Canyon-SRAM Racing \| + 5 min 18 s \| \| \| 6.ª \| Silvia Persico \| Valcar-Travel & Service \| + 6 min 56 s \| \| \| 7.ª \| Elisa Longo Borghini \| Trek-Segafredo \| + 6 min 56 s \| \| \| 8.ª \| Urška Žigart \| Team BikeExchange-Jayco \| + 7 min 23 s \| \| \| 9.ª \| Évita Muzic \| FDJ-Suez-Futuroscope \| + 8 min 27 s \| \| \| 10.ª \| Pauliena Rooijakkers \| Canyon-SRAM Racing \| + 10 min 10 s \| \| |                       |                         |                 |
| |                       |                         |                 |
| Fuente: ProCyclingStats |                       |                         |                 |
| Clasificación de la etapa |                       |                         |                 |
| Ciclista | Ciclista              | Equipo                  | Tiempo          |
| 1.ª | Annemiek van Vleuten  | Movistar Team           | 3 h 47 min 02 s |
| 2.ª | Demi Vollering        | SD Worx                 | + 3 min 26 s    |
| 3.ª | Cecilie Uttrup Ludwig | FDJ-Suez-Futuroscope    | + 5 min 16 s    |
| 4.ª | Juliette Labous       | Team DSM                | + 5 min 18 s    |
| 5.ª | Katarzyna Niewiadoma  | Canyon-SRAM Racing      | + 5 min 18 s    |
| 6.ª | Silvia Persico        | Valcar-Travel & Service | + 6 min 56 s    |
| 7.ª | Elisa Longo Borghini  | Trek-Segafredo          | + 6 min 56 s    |
| 8.ª | Urška Žigart          | Team BikeExchange-Jayco | + 7 min 23 s    |
| 9.ª | Évita Muzic           | FDJ-Suez-Futuroscope    | + 8 min 27 s    |
| 10.ª | Pauliena Rooijakkers  | Canyon-SRAM Racing      | + 10 min 10 s   |

| \| Clasificación general \| Clasificación general \| Clasificación general \| Clasificación general \| Clasificación general \| \| Ciclista \| Ciclista \| Equipo \| Tiempo \| \| \| --------------------- \| --------------------- \| ----------------------- \| --------------------- \| --------------------- \| \| 1.ª \| Annemiek van Vleuten \| Movistar Team \| 23 h 18 min 31 s \| \| \| 2.ª \| Demi Vollering \| SD Worx \| + 3 min 14 s \| \| \| 3.ª \| Katarzyna Niewiadoma \| Canyon-SRAM Racing \| + 4 min 33 s \| \| \| 4.ª \| Juliette Labous \| Team DSM \| + 5 min 22 s \| \| \| 5.ª \| Cecilie Uttrup Ludwig \| FDJ-Suez-Futuroscope \| + 5 min 59 s \| \| \| 6.ª \| Silvia Persico \| Valcar-Travel & Service \| + 6 min 11 s \| \| \| 7.ª \| Elisa Longo Borghini \| Trek-Segafredo \| + 6 min 15 s \| \| \| 8.ª \| Évita Muzic \| FDJ-Suez-Futuroscope \| + 10 min 13 s \| \| \| 9.ª \| Mavi García \| UAE Team ADQ \| + 12 min 06 s \| \| \| 10.ª \| Elise Chabbey \| Canyon-SRAM Racing \| + 12 min 24 s \| \| |                       |                         |                  |
| |                       |                         |                  |
| Fuente: ProCyclingStats |                       |                         |                  |
| Clasificación general |                       |                         |                  |
| Ciclista | Ciclista              | Equipo                  | Tiempo           |
| 1.ª | Annemiek van Vleuten  | Movistar Team           | 23 h 18 min 31 s |
| 2.ª | Demi Vollering        | SD Worx                 | + 3 min 14 s     |
| 3.ª | Katarzyna Niewiadoma  | Canyon-SRAM Racing      | + 4 min 33 s     |
| 4.ª | Juliette Labous       | Team DSM                | + 5 min 22 s     |
| 5.ª | Cecilie Uttrup Ludwig | FDJ-Suez-Futuroscope    | + 5 min 59 s     |
| 6.ª | Silvia Persico        | Valcar-Travel & Service | + 6 min 11 s     |
| 7.ª | Elisa Longo Borghini  | Trek-Segafredo          | + 6 min 15 s     |
| 8.ª | Évita Muzic           | FDJ-Suez-Futuroscope    | + 10 min 13 s    |
| 9.ª | Mavi García           | UAE Team ADQ            | + 12 min 06 s    |
| 10.ª | Elise Chabbey         | Canyon-SRAM Racing      | + 12 min 24 s    |

### 8.ª etapa
| Lure - La Planche des Belles Filles | etapa de montaña | (123,3 km) |

| \| Clasificación de la etapa \| Clasificación de la etapa \| Clasificación de la etapa \| Clasificación de la etapa \| Clasificación de la etapa \| \| Ciclista \| Ciclista \| Equipo \| Tiempo \| \| \| ------------------------- \| ------------------------- \| ------------------------- \| ------------------------- \| ------------------------- \| \| 1.ª \| Annemiek van Vleuten \| Movistar Team \| 3 h 37 min 23 s \| \| \| 2.ª \| Demi Vollering \| SD Worx \| + 30 s \| \| \| 3.ª \| Silvia Persico \| Valcar-Travel & Service \| + 1 min 43 s \| \| \| 4.ª \| Katarzyna Niewiadoma \| Canyon-SRAM Racing \| + 1 min 52 s \| \| \| 5.ª \| Juliette Labous \| Team DSM \| + 1 min 56 s \| \| \| 6.ª \| Elisa Longo Borghini \| Trek-Segafredo \| + 2 min 01 s \| \| \| 7.ª \| Veronica Ewers \| EF Education-TIBCO-SVB \| + 2 min 13 s \| \| \| 8.ª \| Cecilie Uttrup Ludwig \| FDJ-Suez-Futuroscope \| + 2 min 50 s \| \| \| 9.ª \| Mavi García \| UAE Team ADQ \| + 2 min 59 s \| \| \| 10.ª \| Liane Lippert \| Team DSM \| + 3 min 01 s \| \| |                       |                         |                 |
| |                       |                         |                 |
| Fuente: ProCyclingStats |                       |                         |                 |
| Clasificación de la etapa |                       |                         |                 |
| Ciclista | Ciclista              | Equipo                  | Tiempo          |
| 1.ª | Annemiek van Vleuten  | Movistar Team           | 3 h 37 min 23 s |
| 2.ª | Demi Vollering        | SD Worx                 | + 30 s          |
| 3.ª | Silvia Persico        | Valcar-Travel & Service | + 1 min 43 s    |
| 4.ª | Katarzyna Niewiadoma  | Canyon-SRAM Racing      | + 1 min 52 s    |
| 5.ª | Juliette Labous       | Team DSM                | + 1 min 56 s    |
| 6.ª | Elisa Longo Borghini  | Trek-Segafredo          | + 2 min 01 s    |
| 7.ª | Veronica Ewers        | EF Education-TIBCO-SVB  | + 2 min 13 s    |
| 8.ª | Cecilie Uttrup Ludwig | FDJ-Suez-Futuroscope    | + 2 min 50 s    |
| 9.ª | Mavi García           | UAE Team ADQ            | + 2 min 59 s    |
| 10.ª | Liane Lippert         | Team DSM                | + 3 min 01 s    |

## Clasificaciones finales
Las clasificaciones finalizaron de la siguiente forma:

### Clasificación general(Maillot Jaune)
| \| Clasificación general \| Clasificación general \| Clasificación general \| Clasificación general \| Clasificación general \| \| Ciclista \| Ciclista \| Equipo \| Tiempo \| \| \| --------------------- \| --------------------- \| ----------------------------- \| --------------------- \| --------------------- \| \| 1.ª \| Annemiek van Vleuten \| Movistar Team \| 26 h 55 min 44 s \| \| \| 2.ª \| Demi Vollering \| SD Worx \| + 3 min 48 s \| \| \| 3.ª \| Katarzyna Niewiadoma \| Canyon-SRAM Racing \| + 6 min 35 s \| \| \| 4.ª \| Juliette Labous \| Team DSM \| + 7 min 28 s \| \| \| 5.ª \| Silvia Persico \| Valcar-Travel & Service \| + 8 min 00 s \| \| \| 6.ª \| Elisa Longo Borghini \| Trek-Segafredo \| + 8 min 26 s \| \| \| 7.ª \| Cecilie Uttrup Ludwig \| FDJ-Suez-Futuroscope \| + 8 min 59 s \| \| \| 8.ª \| Évita Muzic \| FDJ-Suez-Futuroscope \| + 13 min 54 s \| \| \| 9.ª \| Veronica Ewers \| EF Education-TIBCO-SVB \| + 15 min 05 s \| \| \| 10.ª \| Mavi García \| UAE Team ADQ \| + 15 min 15 s \| \| \| 11.ª \| Elise Chabbey \| Canyon-SRAM Racing \| + 16 min 44 s \| \| \| 12.ª \| Riejanne Markus \| Team Jumbo-Visma \| + 18 min 27 s \| \| \| 13.ª \| Yara Kastelijn \| Plantur-Pura \| + 19 min 53 s \| \| \| 14.ª \| Shirin van Anrooij \| Trek-Segafredo \| + 25 min 50 s \| \| \| 15.ª \| Tamara Drónova \| Roland Cogeas-Edelweiss Squad \| + 28 min 51 s \| \| \| 16.ª \| Liane Lippert \| Team DSM \| + 29 min 49 s \| \| \| 17.ª \| Mie Bjørndal Ottestad \| Uno-X Pro Cycling Team \| + 29 min 50 s \| \| \| 18.ª \| Erica Magnaldi \| UAE Team ADQ \| + 30 min 15 s \| \| \| 19.ª \| Alena Amialiusik \| Canyon-SRAM Racing \| + 30 min 51 s \| \| \| 20.ª \| Grace Brown \| FDJ-Suez-Futuroscope \| + 31 min 01 s \| \| \| 21.ª \| Mischa Bredewold \| Parkhotel Valkenburg \| + 31 min 31 s \| \| \| 22.ª \| Pauliena Rooijakkers \| Canyon-SRAM Racing \| + 35 min 08 s \| \| \| 23.ª \| Paula Patiño \| Movistar Team \| + 35 min 19 s \| \| \| 24.ª \| Coralie Demay \| St Michel-Auber 93 \| + 35 min 31 s \| \| \| 25.ª \| Nina Buysman \| Human Powered Health \| + 36 min 00 s \| \| |                       |                               |                  |
| |                       |                               |                  |
| Fuente: ProCyclingStats |                       |                               |                  |
| Clasificación general |                       |                               |                  |
| Ciclista | Ciclista              | Equipo                        | Tiempo           |
| 1.ª | Annemiek van Vleuten  | Movistar Team                 | 26 h 55 min 44 s |
| 2.ª | Demi Vollering        | SD Worx                       | + 3 min 48 s     |
| 3.ª | Katarzyna Niewiadoma  | Canyon-SRAM Racing            | + 6 min 35 s     |
| 4.ª | Juliette Labous       | Team DSM                      | + 7 min 28 s     |
| 5.ª | Silvia Persico        | Valcar-Travel & Service       | + 8 min 00 s     |
| 6.ª | Elisa Longo Borghini  | Trek-Segafredo                | + 8 min 26 s     |
| 7.ª | Cecilie Uttrup Ludwig | FDJ-Suez-Futuroscope          | + 8 min 59 s     |
| 8.ª | Évita Muzic           | FDJ-Suez-Futuroscope          | + 13 min 54 s    |
| 9.ª | Veronica Ewers        | EF Education-TIBCO-SVB        | + 15 min 05 s    |
| 10.ª | Mavi García           | UAE Team ADQ                  | + 15 min 15 s    |
| 11.ª | Elise Chabbey         | Canyon-SRAM Racing            | + 16 min 44 s    |
| 12.ª | Riejanne Markus       | Team Jumbo-Visma              | + 18 min 27 s    |
| 13.ª | Yara Kastelijn        | Plantur-Pura                  | + 19 min 53 s    |
| 14.ª | Shirin van Anrooij    | Trek-Segafredo                | + 25 min 50 s    |
| 15.ª | Tamara Drónova        | Roland Cogeas-Edelweiss Squad | + 28 min 51 s    |
| 16.ª | Liane Lippert         | Team DSM                      | + 29 min 49 s    |
| 17.ª | Mie Bjørndal Ottestad | Uno-X Pro Cycling Team        | + 29 min 50 s    |
| 18.ª | Erica Magnaldi        | UAE Team ADQ                  | + 30 min 15 s    |
| 19.ª | Alena Amialiusik      | Canyon-SRAM Racing            | + 30 min 51 s    |
| 20.ª | Grace Brown           | FDJ-Suez-Futuroscope          | + 31 min 01 s    |
| 21.ª | Mischa Bredewold      | Parkhotel Valkenburg          | + 31 min 31 s    |
| 22.ª | Pauliena Rooijakkers  | Canyon-SRAM Racing            | + 35 min 08 s    |
| 23.ª | Paula Patiño          | Movistar Team                 | + 35 min 19 s    |
| 24.ª | Coralie Demay         | St Michel-Auber 93            | + 35 min 31 s    |
| 25.ª | Nina Buysman          | Human Powered Health          | + 36 min 00 s    |

### Clasificación por puntos(Maillot Vert)
| Clasificación por puntos | Clasificación por puntos  | Clasificación por puntos  | Clasificación por puntos | Clasificación por puntos |
| Ciclista                 | Ciclista                  | Equipo                    | Puntos                   |                          |
| ------------------------ | ------------------------- | ------------------------- | ------------------------ | ------------------------ |
| 1.ª                      | Marianne Vos              | Team Jumbo-Visma          | 272 pts                  |                          |
| 2.ª                      | Lotte Kopecky             | SD Worx                   | 174 pts                  |                          |
| 3.ª                      | Maria Giulia Confalonieri | Ceratizit-WNT Pro Cycling | 127 pts                  |                          |
| 4.ª                      | Silvia Persico            | Valcar-Travel & Service   | 106 pts                  |                          |
| 5.ª                      | Demi Vollering            | SD Worx                   | 104 pts                  |                          |
| 6.ª                      | Elisa Longo Borghini      | Trek-Segafredo            | 104 pts                  |                          |
| 7.ª                      | Katarzyna Niewiadoma      | Canyon-SRAM Racing        | 97 pts                   |                          |
| 8.ª                      | Elisa Balsamo             | Trek-Segafredo            | 85 pts                   |                          |
| 9.ª                      | Cecilie Uttrup Ludwig     | FDJ-Suez-Futuroscope      | 77 pts                   |                          |
| 10.ª                     | Maike van der Duin        | Le Col-Wahoo              | 76 pts                   |                          |

### Clasificación de la montaña(Maillot à Pois Rouges)
| Clasificación de la montaña | Clasificación de la montaña | Clasificación de la montaña | Clasificación de la montaña | Clasificación de la montaña |
| Ciclista                    | Ciclista                    | Equipo                      | Puntos                      |                             |
| --------------------------- | --------------------------- | --------------------------- | --------------------------- | --------------------------- |
| 1.ª                         | Demi Vollering              | SD Worx                     | 42 pts                      |                             |
| 2.ª                         | Annemiek van Vleuten        | Movistar Team               | 38 pts                      |                             |
| 3.ª                         | Katarzyna Niewiadoma        | Canyon-SRAM Racing          | 15 pts                      |                             |
| 4.ª                         | Elisa Longo Borghini        | Trek-Segafredo              | 14 pts                      |                             |
| 5.ª                         | Mavi García                 | UAE Team ADQ                | 11 pts                      |                             |
| 6.ª                         | Pauliena Rooijakkers        | Canyon-SRAM Racing          | 11 pts                      |                             |
| 7.ª                         | Grace Brown                 | FDJ-Suez-Futuroscope        | 10 pts                      |                             |
| 8.ª                         | Femke Gerritse              | Parkhotel Valkenburg        | 9 pts                       |                             |
| 9.ª                         | Silvia Persico              | Valcar-Travel & Service     | 8 pts                       |                             |
| 10.ª                        | Juliette Labous             | Team DSM                    | 6 pts                       |                             |

### Clasificación del mejor joven(Maillot Blanc)
| Clasificación del mejor joven | Clasificación del mejor joven | Clasificación del mejor joven | Clasificación del mejor joven | Clasificación del mejor joven |
| Ciclista                      | Ciclista                      | Equipo                        | Tiempo                        |                               |
| ----------------------------- | ----------------------------- | ----------------------------- | ----------------------------- | ----------------------------- |
| 1.ª                           | Shirin van Anrooij            | Trek-Segafredo                | 27 h 21 min 34 s              |                               |
| 2.ª                           | Mischa Bredewold              | Parkhotel Valkenburg          | + 5 min 41 s                  |                               |
| 3.ª                           | Julia Borgström               | AG Insurance NXTG             | + 16 min 43 s                 |                               |
| 4.ª                           | Vittoria Guazzini             | FDJ-Suez-Futuroscope          | + 23 min 48 s                 |                               |
| 5.ª                           | Marie Le Net                  | FDJ-Suez-Futuroscope          | + 27 min 35 s                 |                               |
| 6.ª                           | Julie De Wilde                | Plantur-Pura                  | + 28 min 14 s                 |                               |
| 7.ª                           | Pfeiffer Georgi               | Team DSM                      | + 31 min 54 s                 |                               |
| 8.ª                           | Henrietta Christie            | Human Powered Health          | + 35 min 14 s                 |                               |
| 9.ª                           | Magdeleine Vallieres          | EF Education-TIBCO-SVB        | + 38 min 29 s                 |                               |
| 10.ª                          | Victoire Berteau              | Cofidis                       | + 38 min 54 s                 |                               |

### Clasificación por equipos(Classement par Équipe)
| Clasificación por equipos | Clasificación por equipos | Clasificación por equipos | Clasificación por equipos |
| Equipo                    | Equipo                    | Tiempo                    |                           |
| ------------------------- | ------------------------- | ------------------------- | ------------------------- |
| 1.º                       | Canyon-SRAM Racing        | 81 h 27 min 09 s          |                           |
| 2.º                       | FDJ-Suez                  | + 14 min 19 s             |                           |
| 3.º                       | Trek-Segafredo            | + 24 min 34 s             |                           |
| 4.º                       | SD Worx                   | + 32 min 09 s             |                           |
| 5.º                       | Movistar Team             | + 33 min 24 s             |                           |
| 6.º                       | Team BikeExchange-Jayco   | + 52 min 32 s             |                           |
| 7.º                       | Team DSM                  | + 54 min 59 s             |                           |
| 8.º                       | Team Jumbo-Visma          | + 58 min 00 s             |                           |
| 9.º                       | UAE Team ADQ              | + 1 h 00 min 59 s         |                           |
| 10.º                      | EF Education-TIBCO-SVB    | + 1 h 15 min 37 s         |                           |

## Evolución de las clasificaciones
| Etapa                   |                         | Ganador _             | Clasificación general | Puntos        | Montaña        | Jóvenes            | Combatividad         | Equipo             |
| ----------------------- | ----------------------- | --------------------- | --------------------- | ------------- | -------------- | ------------------ | -------------------- | ------------------ |
| 1.ª etapa               | etapa llana             | Lorena Wiebes         | Lorena Wiebes         | Lorena Wiebes | Femke Markus   | Maike van der Duin | Gladys Verhulst      | Canyon-SRAM Racing |
| 2.ª etapa               | etapa llana             | Marianne Vos          | Marianne Vos          | Marianne Vos  | Femke Markus   | Maike van der Duin | Maike van der Duin   | Canyon-SRAM Racing |
| 3.ª etapa               | etapa escarpada         | Cecilie Uttrup Ludwig | Marianne Vos          | Marianne Vos  | Femke Gerritse | Julie De Wilde     | Alena Amialiusik     | Canyon-SRAM Racing |
| 4.ª etapa               | etapa escarpada         | Marlen Reusser        | Marianne Vos          | Marianne Vos  | Femke Gerritse | Julie De Wilde     | Marlen Reusser       | SD Worx            |
| 5.ª etapa               | etapa llana             | Lorena Wiebes         | Marianne Vos          | Marianne Vos  | Femke Gerritse | Julie De Wilde     | Victoire Berteau     | SD Worx            |
| 6.ª etapa               | etapa escarpada         | Marianne Vos          | Marianne Vos          | Marianne Vos  | Femke Gerritse | Julia Borgström    | Marie Le Net         | SD Worx            |
| 7.ª etapa               | etapa de montaña        | Annemiek van Vleuten  | Annemiek van Vleuten  | Marianne Vos  | Demi Vollering | Shirin van Anrooij | Annemiek van Vleuten | Canyon-SRAM Racing |
| 8.ª etapa               | etapa de montaña        | Annemiek van Vleuten  | Annemiek van Vleuten  | Marianne Vos  | Demi Vollering | Shirin van Anrooij | Mavi García          | Canyon-SRAM Racing |
| Clasificaciones finales | Clasificaciones finales |                       | Annemiek van Vleuten  | Marianne Vos  | Demi Vollering | Shirin van Anrooij | Marianne Vos         | Canyon-SRAM Racing |

## Ciclistas participantes y posiciones finales
Convenciones:
- AB-N: Abandono en la etapa "N"
- FLT-N: Retiro por llegada fuera del límite de tiempo en la etapa "N"
- NTS-N: No tomó la salida para la etapa "N"
- DES-N: Descalificado o expulsado en la etapa "N"

## UCI World Ranking
El Tour de Francia Femenino otorgó puntos para el UCI World Ranking Femenino y el UCI WorldTour Femenino para corredoras de los equipos en las categorías UCI WorldTeam Femenino y Continental Femenino. Las siguientes tablas muestran el baremo de puntuación y las 10 corredoras que obtuvieron más puntos:
| Posición              | 1.ª | 2.ª | 3.ª | 4.ª | 5.ª | 6.ª | 7.ª | 8.ª | 9.ª | 10.ª | 11.ª | 12.ª | 13.ª | 14.ª | 15.ª | 16.ª-20.ª | 21.ª-30.ª | 31.ª-40.ª |
| Clasificación general | 400 | 320 | 260 | 220 | 180 | 140 | 120 | 100 | 80  | 68   | 56   | 48   | 40   | 32   | 28   | 24        | 16        | 8         |
| Por etapa             | 50  | 40  | 30  | 25  | 20  | 18  | 15  | 10  | 8   | 6    |      |      |      |      |      |           |           |           |
| Líder                 | 8   |     |     |     |     |     |     |     |     |      |      |      |      |      |      |           |           |           |

| Clasificación |                       |                         |         |       |       |       |
| Posición      | Ciclista              | Equipo                  | General | Etapa | Líder | Total |
| ------------- | --------------------- | ----------------------- | ------- | ----- | ----- | ----- |
| 1.ª           | Annemiek van Vleuten  | Movistar Team           | 400     | 106   | 8     | 514   |
| 2.ª           | Demi Vollering        | Team SD Worx            | 320     | 96    | -     | 416   |
| 3.ª           | Katarzyna Niewiadoma  | Canyon SRAM Racing      | 260     | 108   | -     | 368   |
| 4.ª           | Silvia Persico        | Valcar-Travel & Service | 180     | 143   | -     | 323   |
| 5.ª           | Marianne Vos          | Jumbo-Visma             | 16      | 230   | 40    | 286   |
| 6.ª           | Juliette Labous       | Team DSM                | 220     | 53    | -     | 273   |
| 7.ª           | Elisa Longo Borghini  | Trek-Segafredo          | 140     | 94    | -     | 234   |
| 8.ª           | Cecilie Uttrup Ludwig | FDJ-SUEZ-Futuroscope    | 120     | 90    | -     | 210   |
| 9.ª           | Évita Muzic           | FDJ-SUEZ-Futuroscope    | 100     | 48    | -     | 148   |
| 10.ª          | Lorena Wiebes         | Team DSM                | -       | 118   | 8     | 126   |